# نوربخشي

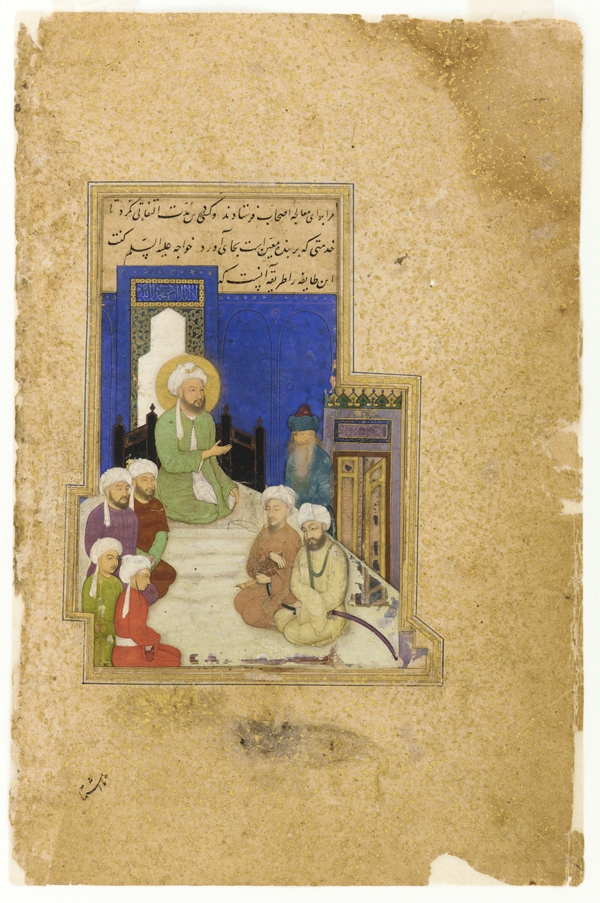
"النبي والطبيب الفارسي" ج. 1468

بهاء الدولة بن سراج الدين شاه قاسم بن محمد الحسيني نوربخشي (يُطلق عليه أحيانًا اسم نوري بدلًا من نوربخشي)، هو طبيب فارسي عاش في الفترة بيني القرن الخامس عشر والقرن السادس عشر.
حصل على خدمة قضائية في كل من بلاد فارس وبغداد. اشتهر بأطروحة واحدة، وهي خلاصة طبية تسمى «خلاصة التجريب» ألفها عام 1501 في قرية ترشت، والتي كانت بالقرب من بلدة الري (المعروفة اليوم باسم طهران).